# غرب إفريقيا الإسبانية
غرب إفريقيا الإسبانية (بالإسبانية: África Occidental Española, AOE)‏ هي مجموعة من المستعمرات الإسبانية على طول ساحل المحيط الأطلسي في شمال غرب إفريقيا. شكلت سنة 1946 من خلال الانضمام إلى المنطقة الجنوبية من المحمية الاسبانية في المغرب، مستعمرة إفني ومستعمرة الصحراء الإسبانية في وحدة إدارية واحدة. وبعد حرب إفني (1957-1958) تنازلت إسبانيا عن المحمية الجنوبية للمغرب وأنشأت مقاطعات منفصلة لإفني والصحراء الإسبانية سنة 1958.
تشكلت غرب إفريقيا الإسبانية بموجب مرسوم صادر في 20 يوليو 1946. ويكون الحاكم الجديد في إفني. وبحكم منصبه فهو مندوب المفوض السامي الأسباني في المغرب في المنطقة الجنوبية من المحمية، لتسهيل حكومته على غرار نفس الممتلكات الإسبانية الأخرى على الساحل. وفي 12 يوليو 1947 نشأت إفني والصحراء في كيانين مختلفين، وإن كانا يخضعان لسلطة الحاكم في إفني. في 10 و 14 يناير 1958 على التوالي نشأت أقاليم الصحراء وإفني الإسبانية مستقلة تمامًا عن بعضها البعض.

## قراءات أخرى
- José Antonio Rodriguez Esteban, "El Mapa del África Occidental Española de 1949 a escala 1:500.000: orgullo militar, camelladas y juegos poéticos saharauis", Cybergeo: European Journal of Geography. Online since 20 January 2011.